# 1989 RN2
1989 RN2 är en asteroid i huvudbältet som upptäcktes den 1 september 1989 av det nyzeeländska astronomparet Pamela M. Kilmartin och Alan C. Gilmore vid Mount John University Observatory.
Asteroiden har en diameter på ungefär 17 kilometer.